# Nuoto ai Giochi della IV Olimpiade - 1500 metri stile libero
La gara dei 1500 metri stile libero maschili dei Giochi della IV Olimpiade si è svolta tra il 21 e il 25 luglio 1908 allo Stadio di White City di Londra.

## Risultati

### Batterie
Si disputarono 7 serie. I vincitori più il miglior tempo furono ammessi alle semifinali.
| Pos. | Atleta             | Nazione       | Tempo   |
| ---- | ------------------ | ------------- | ------- |
| 1    | Paul Radmilovic    | Gran Bretagna | 25'02"4 |
| 2    | Gunnar Wennerström | Svezia        | 27'15"4 |
| 3    | Oreste Muzzi       | Italia        | 28'52"8 |

| Pos. | Atleta            | Nazione       | Tempo   |
| ---- | ----------------- | ------------- | ------- |
| 1    | Frank Beaurepaire | Australasia   | 23'45"8 |
| 2    | Sam Blatherwick   | Gran Bretagna | 25'15"4 |
| 3    | Piet Ooms         | Paesi Bassi   | 27'24"4 |
| 4    | Wille Andersson   | Svezia        | 27'34"4 |

| Pos. | Atleta      | Nazione       | Tempo   |
| ---- | ----------- | ------------- | ------- |
| 1    | Lewis Moist | Gran Bretagna | 26'52"0 |

| Pos. | Atleta            | Nazione       | Tempo   |
| ---- | ----------------- | ------------- | ------- |
| 1    | Sydney Battersby  | Gran Bretagna | 23'42"0 |
| 2    | Frank Springfield | Australasia   | 24'52"4 |
| 3    | André Theuriet    | Francia       | 32'37"0 |

| Pos. | Atleta          | Nazione       | Tempo   |
| ---- | --------------- | ------------- | ------- |
| 1    | John Jarvis     | Gran Bretagna | 25'51"6 |
| 2    | James Greene    | Stati Uniti   | 28'09"0 |
| 3    | Richard Hassell | Gran Bretagna | 28'14"8 |

| Pos. | Atleta         | Nazione       | Tempo   |
| ---- | -------------- | ------------- | ------- |
| 1    | Henry Taylor   | Gran Bretagna | 23'24"0 |
| 2    | Otto Scheff    | Austria       | 24'15"8 |
| 3    | Gustaf Wretman | Svezia        | 28'40"8 |
| -    | Eduard Meijer  | Paesi Bassi   | DNF     |

| Pos. | Atleta        | Nazione       | Tempo   |
| ---- | ------------- | ------------- | ------- |
| 1    | Willie Foster | Gran Bretagna | 24'33"4 |

### Semifinali
I primi due classificati furono ammessi alla finale.
| Pos. | Atleta            | Nazione       | Tempo   |
| ---- | ----------------- | ------------- | ------- |
| 1    | Henry Taylor      | Gran Bretagna | 22'54"0 |
| 2    | Frank Beaurepaire | Australasia   | 23'25"4 |
| 3    | Willie Foster     | Gran Bretagna | ND      |
| 4    | Lewis Moist       | Gran Bretagna | ND      |

| Pos. | Atleta           | Nazione       | Tempo   |
| ---- | ---------------- | ------------- | ------- |
| 1    | Sydney Battersby | Gran Bretagna | 23'23"0 |
| 2    | Otto Scheff      | Austria       | 24'25"4 |
| -    | John Jarvis      | Gran Bretagna | dnf     |
| -    | Paul Radmilovic  | Gran Bretagna | dns     |

### Finale
| Pos.    | Atleta            | Nazione       | Tempo   |
| ------- | ----------------- | ------------- | ------- |
| Oro     | Henry Taylor      | Gran Bretagna | 22'48"4 |
| Argento | Sydney Battersby  | Gran Bretagna | 22'51"2 |
| Bronzo  | Frank Beaurepaire | Australasia   | 22'56"2 |
| -       | Otto Scheff       | Austria       | dnf     |